# Pellaea oaxacana
Pellaea oaxacana är en kantbräkenväxtart som beskrevs av John T. Mickel och Joseph M. Beitel.
Pellaea oaxacana ingår i släktet Pellaea och familjen Pteridaceae. Inga underarter finns listade i Catalogue of Life.